# Hulevník východní

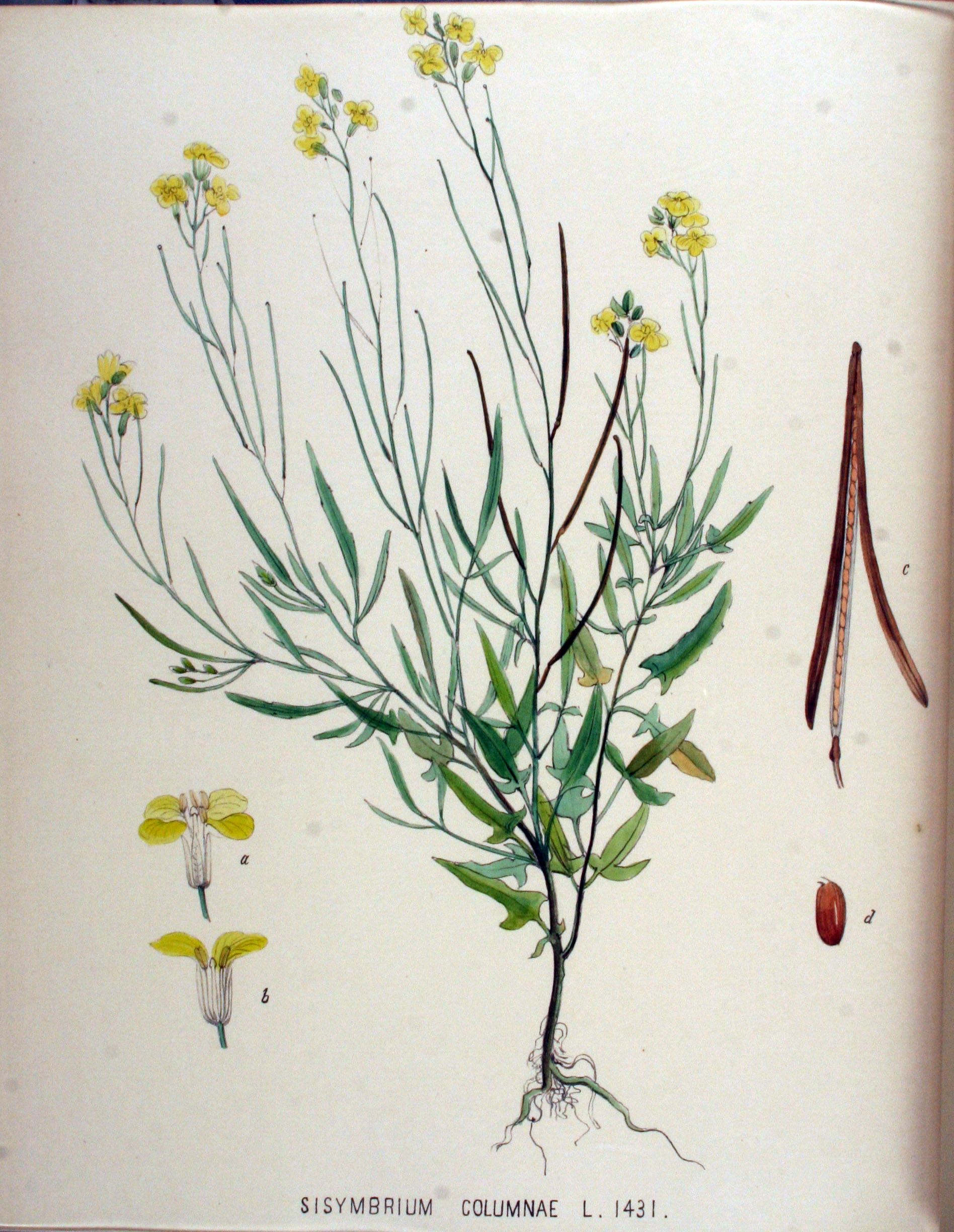
Nákres rostliny

Hulevník východní (Sisymbrium orientale) je středně vysoká, žlutě kvetoucí, planě rostoucí rostlina druh z rodu hulevník. Tato bylina se s nástupem zemědělské velkovýroby stala z původně málo nebezpečného plevele ohroženou rostlinou.

## Rozšíření
Těžištěm výskytu hulevníku východního je území od Středozemního moře přes oblasti okolo Kavkazu a Střední Asie až k západnímu úpatí Himálaji. Méně je již rozšířen ve střední a západní Evropě. Zavlečen byl také do Ameriky, v Asii až na Dálný východ a do Japonska, do Austrálie i na Nový Zéland.
V České republice tento teplomilný druh pravidelně roste v teplých oblastech jižní Moravy a v okolí Štramberku na východě severní Moravy. Pokud se objeví v Česku na jiném místě jedná se pravděpodobně jen o krátkodobý výskyt způsobený zavlečením. Obvykle se nachází na výslunných teplých travnatých nebo křovitých stráních v sypkých bazických půdách, na vinicích, polních úhorech, skládkách a náspech okolo cest a tratí.

## Popis
Rostlina s přímou, sivě chlupatou lodyhou vysokou 40 až 80 cm která je obvykle již od spodu rozvětvená. Přízemní listy na dlouhých řapících vytvářejí přízemní růžici. Spodní až střední lodyžní listy dlouhé 10 až 30 cm jsou kracovité, zpeřeně členěné do dvou až čtyř střídavých nebo protistojných párů, kopinaté až trojúhelníkovité se širokým koncovým úkrojkem a na okrajích drobně zoubkované. Listy rostoucí v horní části lodyhy jsou hrálovité, celokrajné, řapíkaté nebo do řapíku zúžené, trojdílné šípovité s prostředním prodlouženým kopinatým dílem.
Květy jsou seskupeny do rozvětveného a prodlužujícího se hroznu který obsahuje až 30 oboupohlavných čtyřčetných květů. Vejčité kališní lístky jsou 3 až 5 mm dlouhé. Citrónově žluté, široce obvejčité korunní lístky bývají na vrcholu plytce vykrojené nebo zaokrouhlené, mají krátký nehtík a bývají dvakrát tak dlouhé jako lístky kališní. Šest čtyřmocných tyčinek nese žluté prašníky. Rostlina kvete v červnu a červenci.
Plody jsou chlupaté dvoupouzdré šešule 50 až 70 mm dlouhé, rovné nebo obloukovité, na vrcholu zúžené a vyrůstající na od vřetene různě odstálých tlustých stopkách 6 mm dlouhých. V pouzdru šešule bývá okolo 50 drobných oranžových, vejčitých zploštělých semen 1 až 1,5 mm velkých. Ploidie druhu je 2n = 14.

## Taxonomie
Hulevník východní se v české přírodě vyskytuje ve dvou poddruzích. Prvním je nominátní poddruh který je v ČR počítán mezi původní rostliny
- hulevník východní pravý (Sisymbrium orientale L. subsp. orientale).

Druhým je nepůvodní poddruh, zavlékaný asi s ovčí vlnou, který byl v Česku prvně zpozorován až roku 1958
- hulevník východní dlouhoplodý (Sisymbrium orientale L. subsp. macroloma) (Pomel) F. Dvořák který se od nominátního poddruhu morfologicky odlišuje hlavně delšími plodními stopkami a šešulemi.

## Ohrožení
V minulosti byl hulevník východní považován za jednoletý plevel, který se v nižších nadmořských výškách objevoval na polích ve vytrvalých pícninách a ozimech. S nástupem herbicidů a zlepšením péče o půdu se ale hulevník východní pravý stal v ČR vzácnou rostlinou a podle "Červeného seznamu cévnatých rostlin České republiky" z roku 2012 je silně ohroženým druhem (C2t).